# Razzo a fusione nucleare
Un razzo a fusione nucleare è un modello di razzo che utilizza per la propulsione l'energia derivante dalla fusione nucleare. A differenza dei razzi termici nucleari basati sulla fissione, di cui sono stati costruiti dei modelli sperimentati al suolo, per i razzi a fusione esistono al momento solo studi teorici.
La fusione nucleare potrebbe fornire energia mediante la propulsione nucleare ad impulso oppure mediante l'uso di reattori nucleari a fusione. Nel primo caso l'astronave sarebbe spinta dall'esplosione di bombe all'idrogeno o da mini-detonazioni di pastiglie composte da una miscela di deuterio e trizio, come nel Progetto Dedalo. Nel secondo caso, il reattore a fusione nucleare potrebbe essere usato per fornire direttamente la propulsione oppure per produrre l'energia elettrica necessaria per alimentare un altro tipo di propulsore che spingerebbe l'astronave, come un propulsore ionico.

## Uso della fusione per produzione di elettricità
Alcuni sistemi di propulsione spaziale richiedono elettricità per potere funzionare, come la propulsione a ioni. La spinta massima ottenibile è limitata dalla quantità di energia elettrica che si riesce a produrre. Un generatore elettrico basato sulla fusione nucleare potrebbe produrre una grande quantità di elettricità e potrebbe essere installato su un'astronave. Uno svantaggio di tale sistema è costituito dal fatto che la produzione convenzionale di energia elettrica produce calore e pertanto ci sarebbe bisogno di meccanismi di raffreddamento, difficili da montare su una nave spaziale. La conversione diretta dei prodotti della fusione nucleare in energia cinetica destinata a produrre elettricità è in teoria possibile e potrebbe risolvere parzialmente il problema.
L'energia elettrica prodotta dalla fusione nucleare potrebbe alimentare un altro sistema di propulsione come un propulsore ionico o un propulsore magnetoplasmadinamico.

## Uso della fusione per la propulsione diretta
Un sistema alternativo è quello di espellere i prodotti della fusione nucleare in modo da ottenere direttamente la propulsione senza produzione intermedia di energia elettrica. Per ottenere questo, si dovrebbero usare sistemi di confinamento mediante campi magnetici del plasma ottenuto dalla fusione. Il problema principale è che l'80% dei prodotti ottenuti dalla reazione di fusione è costituito da neutroni, che non possono essere diretti da campi magnetici ed utilizzati per la propulsione. Per ovviare a questo problema sono state proposte varie soluzioni.
Il Discovery II, un veicolo spaziale proposto dal Glenn Research Center della NASA, userebbe una miscela composta da deuterio ed elio-3 come combustibile per la fusione nucleare e l'idrogeno come propellente dell'astronave. L'idrogeno verrebbe riscaldato dalla reazione di fusione nucleare ed espulso all'esterno per ottenere la spinta dell'astronave. Il principio di funzionamento sarebbe analogo a quello dei razzi termici nucleari, ma l'uso della fusione anziché della fissione aumenterebbe di parecchio l'efficienza del razzo. Secondo i ricercatori, il Discovery II potrebbe raggiungere Giove in 120 giorni e Saturno in 212 giorni.
Il Fusion Driven Rocket è un altro modello di razzo a fusione, proposto nel 2011 e derivato da uno studio condotto dalla NASA in collaborazione con l'Università di Washington e la MSNW, una compagnia specializzata in tecnologie nucleari e sistemi di propulsione. Il razzo funzionerebbe con una miscela di deuterio e trizio, che verrebbe confinata e compressa da potenti campi magnetici e riscaldata fino ad assumere lo stato di plasma. Grandi anelli di metallo composti da litio verrebbero fatti collassare dai campi magnetici attorno al plasma, comprimendolo fino ad innescare la fusione nucleare. L'energia della fusione riscalderebbe e ionizzerebbe il litio, che verrebbe espulso ad alta velocità mediante un ugello magnetico generando la spinta. Secondo i ricercatori, il Fusion Drive Rocket potrebbe raggiungere Marte in 90 giorni.